# Apostolisk vikariat
Et apostolisk vikariat er i den romerskkatolske kirke et "bispedømme på prøve". Det ledes af en apostolisk vikar, der vanligvis er en titulærbiskop, men som optræder som pavens stedfortræder. Det dannes ved at et apostolisk præfektur bliver ophøjet til vikariat, hvis antallet af troende tilsiger dette. Hvis det har vist sig at være levedygtigt, kan et apostolisk vikariat dernæst blive ophøjet til et bispedømme.
Ordningen har sin oprindelse i oldkirken. Blandt andet fik ærkebiskoppen af Arles ansvar for hele Gallien, mens ærkebiskoppen af Thessaloniki fik ansvar for Illyrien. Efterhånden tog man ordningen regelmæssigt i brug for områder hvor kirken stod svagt, så der ikke var grundlag for oprettelse af et regulært bispedømme.